# Công viên quốc tế La Amistad
Công viên quốc tế La Amistad (tiếng Tây Ban Nha: Parque Internacional La Amistad) trước đây là Vườn quốc gia La Amistad và Khu dự trữ Dãy núi Talamanca là một khu bảo tồn xuyên biên giới ở Trung Mỹ, được quản lý bởi Costa Rica và Panama, theo một khuyến nghị của UNESCO sau khi bao đưa khu toàn bộ khu vực của cả hai quốc gia này vào danh sách Di sản thế giới.

## Địa lý
Khu vực có diện tích 401.000 ha khiến nó trở thành khu bảo tồn tự nhiên lớn nhất Trung Mỹ. Phần diện tích tại Costa Rica là 193.929 ha, ở các tỉnh thành là San José, Cartago, Limón và Puntarenas, trong khi phần còn lại ở Panama có diện tích 207.000 ha là khu vực cực kỳ khó tiếp cận, với nhiều khu vực chưa được khám phá, nằm tại các tỉnh Bocas del Toro và Chiriqui.
Phần lớn diện tích công viên là các khu rừng nhiệt đới ẩm của Dãy núi Talamanca và là nơi có đỉnh núi cao nhất tại hai quốc gia.

## Động thực vật
Công viên là khu vực của các loài thực vật rừng mưa nhiệt đới với tính đa dạng sinh học cao với 7.500 loài thực vật. Về động vật, công viên là nơi bảo tồn quan trọng của 5 loài mèo lớn gồm Báo sư tử, Mèo gấm Ocelot, Mèo đốm Margay, Báo đốm và Mèo cây châu Mỹ. Ngoài ra, tại đây còn rất đa dạng về chim với hơn 600 loài, trong đó có nhiều loài đang bị đe dọa như Nuốc nữ hoàng, Sẻ vàng xanh, Ô đen cổ trần.